# Paul Rinkens
Paul Rinkens (Maastricht, 1960) is een Maastrichtse horeca-ondernemer en sinds 2010 bestuursvoorzitter van voetbalclub MVV Maastricht. In 1990 heropende hij Hotel Steijns onder de naam "La Bergère", dat later Maastrichts eerste designhotel zou worden. La Bergère zou uitgroeien tot het consortium La Bergère Hospitality Group. Rinkens deed in 2004 de leiding van de groep over aan Rino Soeters. Met zijn bedrijf Conceptisch maakt hij nog altijd deel uit van het consortium, als bedenker van nieuwe hotelconcepten. Samen startten ze bijvoorbeeld in juni 2006 Qbic Hotels, een keten van voordelige designhotels. 
Onder leiding van Rinkens wordt MVV Maastricht in 2010 gesaneerd en vindt er een drastische reorganisatie plaats.